# Cattive Abitudini (gruppo musicale)
Le Cattive Abitudini è stato un gruppo musicale italiano, nato dopo lo scioglimento dei Peter Punk.

## Storia del gruppo
Dopo nove anni di attività con i Peter Punk, tre quarti del gruppo (bassista, chitarrista e batterista) decisero di iniziare un nuovo progetto continuando a produrre canzoni punk rock cantate in italiano.
Dopo qualche concerto di riscaldamento la band registra il disco d'esordio Tutto fa parte di noi sotto l'etichetta Indiebox, album composto da 17 canzoni in parte simili allo stile che ha reso i Peter Punk originali e conosciuti in Italia, ma con l'aggiunta di una forte impronta personale. Nel 2006 è uscito il secondo lavoro, intitolato Il meglio del peggio.
Dopo alcuni problemi all'interno del gruppo con l'uscita di Stefano ed il suo rientro, si assiste ad un cambio di formazione: Ettore passa alla seconda chitarra e Michele (nuovo entrato) prende il suo posto al basso. I rapporti tra gli ex Peter Punk (Ettore, Stefano e Nicola) e Nicolò (ex voce della band) si stabilizzano e la band decide di effettuare un unico concerto riunione, solamente per divertimento. Questa riunione si tiene il 13 settembre 2008 a Meolo, nel parcheggio della stazione ferroviaria, in occasione del Sektember Fest promosso dall'associazione culturale "Gruppo Ombra". Il 17 ottobre 2008 esce Cosa sei disposto a perdere, insieme al videoclip della canzone La stessa storia.
Il 26 settembre 2010 i Cattive Abitudini partecipano al festival musicale Woodstock 5 Stelle organizzato a Cesena dal blog di Beppe Grillo e trasmesso dal canale televisivo nazionale Play.me, che proprio con questa diretta aprì la neonata emittente.
Il 22 febbraio 2011 esce il loro quarto disco intitolato Gemini I.Nella seconda parte del 2011, il batterista, Nicola Brugnaro, lascia la band. Questo avvenimento segna un momento di pausa per la band fino a quando a marzo 2012 tre dei componenti del gruppo, Ettore Montagner, Michele Angriman e Nicola Brugnaro registrano una demo di quattro tracce sotto il nome di un nuovo gruppo "Incenere", seguita dall'album Brindo alla vita (2013) e Ombre (2015).
I componenti della Cattive Abitudini hanno più volte partecipato a canzoni di altri gruppi come Duracel, Antefatti e Why Not Loser. Con gli Antefatti hanno registrato la canzone Sabato alcolico, con i Duracel hanno registrato una canzone dedicata al giornalista Germano Mosconi, famoso per le bestemmie fuori onda; infine coi Why Not Loser hanno collaborato per la canzone Non cambierà.
Il 6 settembre 2015 la band ha ricominciato l'attività live all'Home Festival di Treviso. Nel 2017 tornano a pubblicare un disco dopo sei anni con 20:3, il 27 febbraio 2018 la band annuncia il proprio scioglimento al termine di un tour d'addio. Il chitarrista Fabretti e il batterista Brugnaro andranno nelle file degli Incenere.

## Formazione
- Ettore Montagner - voce, chitarra
- Stefano Fabretti - chitarra, voce
- Nicola Brugnaro - batteria
- Michele Angriman - basso
- Giovanni Gatto - chitarra

## Discografia
- 2004 - Tutto fa parte di noi
- 2006 - Il meglio del peggio
- 2008 - Cosa sei disposto a perdere
- 2011 - Gemini I
- 2017 - 20:3